# Konstantinápolyi pátriárkák listája
Az alábbi lista az ortodox kereszténység (és természetesen azon belül a görög ortodox egyház, illetve azon belül a konstantinápolyi ortodox egyház) legfőbb méltóságának viselőit, a konstantinápolyi pátriárkákat tartalmazza (akik valójában 330-ig csak püspökök, majd utána 451-ig pedig csak érsekek voltak). Az első konstantinápolyi püspök a hagyomány szerint Szent András apostol volt az 1. században. Azóta megszakítatlan láncban folytatódik a konstantinápolyi pátriárkák sora egészen a jelenlegi (269.) Bartholomaioszig.
A nevek görögös  – illetve, ha van ilyen, magyaros – alakban szerepelnek.

## 38–250
| N   | Konstantinápolyi pátriárka   | Hivatali idő                         | Megjegyzés                   |
| --- | ---------------------------- | ------------------------------------ | ---------------------------- |
| 1.  | SZENT András (Andreasz)      | püspök: 38-ban, †70 k., november 30. | Más néven András apostol.    |
| 2.  | SZENT Sztakhüsz              | püspök: 38 – †54. október 31.        | Más néven Sztakhüsz apostol. |
| 3.  | SZENT Onészimosz             | püspök: 54 – †68. február 28.?       |                              |
| 4.  | I. Polikárp (Polükarposz)    | püspök: 69 – †89                     |                              |
| 5.  | Plutarkhosz                  | püspök: 89 – †105                    |                              |
| 6.  | Szedekión                    | püspök: 105 – †114                   |                              |
| 7.  | Diogenész                    | püspök: 114 – †129                   |                              |
| 8.  | Eleutheriosz                 | püspök: 129 – †136                   |                              |
| 9.  | Félix                        | püspök: 136 – †141                   |                              |
| 10. | II. Polikárp (Polükarposz)   | püspök: 141 – †144                   |                              |
| 11. | Athenodórosz (=Athenogenész) | püspök: 144 – †148                   |                              |
| 12. | Euzoisz                      | püspök: 148 – †154                   |                              |
| 13. | Lőrinc (Laurentiosz)         | püspök: 154 – †166                   |                              |
| 14. | Alüpiosz                     | püspök: 166 – †169                   |                              |
| 15. | Pertinax                     | püspök: 169 – †187                   |                              |
| 16. | Olümpiánosz                  | püspök: 187 – †198                   |                              |
| 17. | I. Márk (Markosz)            | püspök: 198 – †211                   |                              |
| 18. | Philadelphosz                | püspök: 211 – †217                   |                              |
| 19. | I. Cirjék (Küriákosz)        | püspök: 217 – †230                   |                              |
| 20. | I. Kasztinosz                | püspök: 230 – †237                   |                              |
| 21. | I. Jenő (Eugeniosz)          | püspök: 237 – †242                   |                              |
| 22. | Titusz                       | püspök: 242 – †272                   |                              |

## 250–500
| N   | Konstantinápolyi pátriárka              | Hivatali idő                                                    | Megjegyzés                             |
| --- | --------------------------------------- | --------------------------------------------------------------- | -------------------------------------- |
| 23. | Dometiosz                               | püspök: 272 – †284                                              |                                        |
| 24. | I. Rufinosz                             | püspök: 284 – †293                                              |                                        |
| 25. | Probosz                                 | püspök: 293 – †306                                              |                                        |
| 26. | SZENT Metrophanész                      | püspök: 306 – 314, †326. június 4.                              |                                        |
| 27. | SZENT I. Sándor (Alexandrosz, *237/240) | püspök: 314 – 330, érsek: 330 – 337 augusztusa, †340            | 330-tól lehet igazán érseknek nevezni. |
| 28. | SZENT I. Pál (Paulosz)                  | érsek: 337 ősze – 339 vége, ld. alább                           | Más néven Hitvalló Szent Pál.          |
| 29. | Özséb (Euszebiosz)                      | érsek: 339 vége – †341 vége                                     |                                        |
| 28. | SZENT I. Pál (2x)                       | érsek: 341 vége – 342 eleje, ld. alább                          |                                        |
| 30. | I. Makedóniosz                          | érsek: 342 vége – 346 eleje, †360 után                          |                                        |
| 28. | SZENT I. Pál (3x)                       | érsek: 346 eleje – 350 vége, †351?                              |                                        |
| 30. | I. Makedóniosz (2x)                     | érsek: 351 szeptembere – 360. január 27., †360 után             |                                        |
| 31. | Eudoxiosz                               | érsek: 360. január 27. – †370 eleje                             |                                        |
| 32. | Demophilosz                             | érsek: 370 eleje – 380. november 26., †386                      |                                        |
| 33. | Evagriosz                               | érsek: 380 nyara – †380 nyara                                   |                                        |
| 34. | I. Maximosz                             | érsek: 380 nyara – †381 júniusa                                 |                                        |
| 35. | SZENT I. Gergely (Grégoriosz, *329)     | érsek: 381 júniusában, †389. január 25.                         | Más néven Nazianzi Szent Gergely.      |
| 36. | Nektáriosz                              | érsek: 381 júniusa – †397. szeptember 17.                       |                                        |
| 37. | SZENT I. János (Jóannész, *344/347)     | érsek: 398. február 26. – 404. június 10., †407. szeptember 14. | Más néven Aranyszájú Szent János.      |
| 38. | Arszakiosz (*324 k.)                    | érsek: 404. június 27. – †405. november 11.                     |                                        |
| 39. | Attikosz                                | érsek: 406 márciusa – †425. október 10.                         |                                        |
| 40. | I. Sziszinniosz                         | érsek: 426. február 28. – †427. december 24.                    |                                        |
| 41. | Nesztoriosz (*386 k.)                   | érsek: 428. április 10. – 431. június 22., †451                 |                                        |
| 42. | Maximiánosz                             | érsek: 431. október 25. – †434. április 12.                     |                                        |
| 43. | SZENT Proklosz                          | érsek: 434. április 13. – †446. július 24.                      |                                        |
| 44. | SZENT Phlabiánosz                       | érsek: 446 júliusa – 449. augusztus 8., †449. augusztus 11.     |                                        |
| 45. | SZENT Anatóliosz                        | érsek: 449 novembere – 451, pátriárka: 451, †458. július 3.     | 451-től pátriárka valójában.           |
| 46. | SZENT I. Gennádiosz                     | pátriárka: 458 augusztusa – †471. november 17.                  |                                        |
| 47. | SZENT Akakiosz                          | pátriárka: 472 februárja – †489. november 26.                   |                                        |
| 48. | Phrabitasz                              | pátriárka: 489 decembere – †490 márciusa                        |                                        |
| 49. | Euphémiosz                              | pátriárka: 490 tavasza – 496 tavasza, †515                      |                                        |
| 50. | II. Makedóniosz                         | pátriárka: 495 júliusa – 511. augusztus 11., †517 k.            |                                        |

## 500–750
| N   | Konstantinápolyi pátriárka                            | Hivatali idő                                              | Megjegyzés |
| --- | ----------------------------------------------------- | --------------------------------------------------------- | ---------- |
| 51. | I. Timóteus (Timótheosz)                              | pátriárka: 511 októbere – †518. április 5.                |            |
| 52. | II. (Kappadókiai) János (Jóannész)                    | pátriárka: 518. április 17. – †520. január 19.            |            |
| 53. | Epiphániosz                                           | pátriárka: 520. február 25. – †535. június 5.             |            |
| 54. | I. Anthimosz                                          | pátriárka: 535 júniusa – 536 márciusa, †536 után          |            |
| 55. | SZENT Ménász                                          | pátriárka: 536. március 13. – †552. augusztus 25.         |            |
| 56. | SZENT Eutükhiosz (*512 k.)                            | pátriárka: 552 augusztusa – 565. január 31., ld. alább    |            |
| 57. | SZENT III. (Szkolasztikosz) János (Jóannész, *503 k.) | pátriárka: 565. január 31. – †577. augusztus 31.          |            |
| 56. | SZENT Eutükhiosz (2x)                                 | pátriárka: 577. október 3. – †582. április 5.             |            |
| 58. | SZENT IV. (Nészteutész) János (Jóannész)              | pátriárka: 582. április 12. – †595. szeptember 2.         |            |
| 59. | SZENT II. Cirjék (Küriákosz)                          | pátriárka: 595 vége – †606. október 29.                   |            |
| 60. | SZENT I. Tamás (Thómász)                              | pátriárka: 607. január 23. – †610. március 21.            |            |
| 61. | I. Szergiosz                                          | pátriárka: 610. április 18. – †638. december 9.           |            |
| 62. | I. Pürrhosz                                           | pátriárka: 638 decembere – 641 szeptembere, ld. alább     |            |
| 63. | II. Pál (Paulosz)                                     | pátriárka: 641 októbere – †653 decembere                  |            |
| 62. | I. Pürrhosz (2x)                                      | pátriárka: 654. január 18. – †654. június 1.              |            |
| 64. | Péter                                                 | pátriárka: 654 júniusa – †666 októbere                    |            |
| 65. | SZENT II. Tamás (Thómász)                             | pátriárka: 667. április 17. – †669. november 15.          |            |
| 66. | V. János (Jóannész)                                   | pátriárka: 669 novembere – †674 augusztusa                |            |
| 67. | I. Konstantin (Kónsztantinosz)                        | pátriárka: 674. szeptember 2. – †677. augusztus 9.        |            |
| 68. | I. Teodór (Theodórosz)                                | pátriárka: 677 augusztusa – 679 novembere, ld. alább      |            |
| 69. | I. György (Geórgiosz)                                 | pátriárka: 679 novembere – †686 januárja/februárja        |            |
| 68. | I. Teodór (2x)                                        | pátriárka: 686 februárja – †687. január 28.               |            |
| 70. | III. Pál (Paulosz)                                    | pátriárka: 688 januárja – †694. augusztus 20.             |            |
| 71. | SZENT I. Kallinikosz                                  | pátriárka: 694 szeptembere – †705. augusztus 23.          |            |
| 72. | SZENT Kürosz                                          | pátriárka: 706 tavasza – †712. január 8.                  |            |
| 73. | VI. János (Jóannész)                                  | pátriárka: 712 eleje – †715 júliusa/augusztusa            |            |
| 74. | SZENT I. Germánosz (*634)                             | pátriárka: 715. augusztus 11. – 730. január 17., †733/740 |            |
| 75. | Anasztáziosz                                          | pátriárka: 730. január 22. – †754 januárja                |            |

## 750–1000
| N                      | Konstantinápolyi pátriárka                     | Hivatali idő                                                        | Megjegyzés                                                      |
| ---------------------- | ---------------------------------------------- | ------------------------------------------------------------------- | --------------------------------------------------------------- |
| 76.                    | II. Konstantin (Kónsztantinosz)                | pátriárka: 754. augusztus 8. – 766. augusztus 30., †767. október 7. |                                                                 |
| 77.                    | I. Nikétász                                    | pátriárka: 766. november 16. – †780. február 6.                     |                                                                 |
| 78.                    | SZENT IV. Pál (Paulosz)                        | pátriárka: 780. február 20. – 784. augusztus 31., †784 decembere    | Más néven Új Szent Pál.                                         |
| 79.                    | SZENT Tarásziosz (*730 k.)                     | pátriárka: 784. december 25. – †806. február 25.                    |                                                                 |
| 80.                    | SZENT I. Niképhorosz (*758)                    | pátriárka: 806. április 12. – 815. március 13., †828. április 5.    |                                                                 |
| 81.                    | I. (Kassziterász) Theodotosz                   | pátriárka: 815. április 1. – †821 januárja                          |                                                                 |
| 82.                    | I. (Kasszümatász) Antal (Antóniosz)            | pátriárka: 821 januárja – †837. január 21.                          |                                                                 |
| 83.                    | VII. (Grammatikosz) János (Jóannész)           | pátriárka: 837. január 21. – 843. március 4., †867 előtt            |                                                                 |
| 84.                    | SZENT I. Metód (Methódiosz, *788)              | pátriárka: 843 márciusa – †847. június 14.                          |                                                                 |
| 85.                    | SZENT I. Ignác (Ignátiosz, *798)               | pátriárka: 847. július 3. – 858. október 23., ld. alább             | I. Mikhaél bizánci császár fia.                                 |
| 86.                    | SZENT I. Phótiosz (*820 k.)                    | pátriárka: 858. december 25. – 867. szeptember 23., ld. alább       | Más néven Nagy Szent Phótiosz. VII. János pátriárka unokaöccse. |
| 85.                    | SZENT I. Ignác (2x)                            | pátriárka: 867. november 23. – †877. október 23.                    |                                                                 |
| 86.                    | SZENT I. Phótiosz (2x)                         | pátriárka: 877. október 26. – 886. szeptember 29., †893. február 6. |                                                                 |
| 87.                    | SZENT I. István (Sztéphanosz, *867 novembere)  | pátriárka: 886. december 25. – †893. május 18.                      | I. Baszileiosz bizánci császár fia.                             |
| 88.                    | II. Antal (Antóniosz)                          | pátriárka: 893 augusztusa – †901. február 1.                        |                                                                 |
| 89.                    | SZENT I. (Müsztikosz) Miklós (Nikolaosz, *852) | pátriárka: 901. március 1. – 907. február 1., ld. alább             |                                                                 |
| 90.                    | I. Euthümiosz (*834)                           | pátriárka: 907 februárja – 912. május 15., †917. augusztus 5.       |                                                                 |
| 89.                    | SZENT I. Miklós (2x)                           | pátriárka: 912 májusa – †925. május 15.                             |                                                                 |
| 91.                    | II. (Amásziai) István                          | pátriárka: 925. június 29. – †928. július 19.                       |                                                                 |
| 92.                    | SZENT Trüphón                                  | pátriárka: 928. december 14. – 931 augusztusa, †933                 |                                                                 |
| Interregnum 931 – 933  |                                                |                                                                     |                                                                 |
| 93.                    | (Lekapénosz) Theophülaktosz (*917)             | pátriárka: 933. február 2. – †956. február 27.                      |                                                                 |
| 94.                    | Polüeuktosz                                    | pátriárka: 956. április 3. – †970. február 5.                       |                                                                 |
| 95.                    | I. (Szkamandrénosz) Baszileosz                 | pátriárka: 970. február 5. – 973 decembere, †974 márciusa           |                                                                 |
| 96.                    | III. (Sztuditész) Antal (Antóniosz)            | pátriárka: 973 decembere – 978 júniusa, †981 áprilisa/májusa        |                                                                 |
| Interregnum 978 – 979  |                                                |                                                                     |                                                                 |
| 97.                    | II. (Khrüszobergész) Miklós (Nikolaosz)        | pátriárka: 979. február 12. – †991. december 16.                    |                                                                 |
| Interregnum 991 – 996  |                                                |                                                                     |                                                                 |
| 98.                    | II. Sziszinniosz                               | pátriárka: 996. április 12. – †998. augusztus 24.                   |                                                                 |
| Interregnum 998 – 1001 |                                                |                                                                     |                                                                 |

## 1000–1250
| N                       | Konstantinápolyi pátriárka       | Melléknév                     | Hivatali idő                                                        | Megjegyzés |
| ----------------------- | -------------------------------- | ----------------------------- | ------------------------------------------------------------------- | ---------- |
| 99.                     | II. Szergiosz                    | –                             | pátriárka: 1001 júniusa/júliusa – †1019 júliusa                     |            |
| 100.                    | Eusztáthiosz                     | –                             | pátriárka: 1019 júliusa – †1025 decembere                           |            |
| 101.                    | I. Alexiosz                      | Sztuditész                    | pátriárka: 1025 decembere – †1043. február 20.                      |            |
| 102.                    | I. Mihály (Mihaél)               | Keruláriosz                   | pátriárka: 1043. március 25. – 1058. november 2., †1059. január 21. |            |
| 103.                    | III. Konstantin (Kónsztantinosz) | Leikhudész                    | pátriárka: 1059. február 2. – †1063. augusztus 9./10.               |            |
| 104.                    | VIII. János (Jóannész, *1006)    | Xiphilinosz                   | pátriárka: 1064. január 1. – †1075. augusztus 2.                    |            |
| 105.                    | I. Kozmász                       | Jeroszolumitész (Jeruzsálemi) | pátriárka: 1075. augusztus 2. – 1081. május 8., †1081 után          |            |
| 106.                    | Eusztrátiosz                     | Garidász                      | pátriárka: 1081. május 8. – 1084 júliusa, †1084 után                |            |
| 107.                    | III. Miklós (Nikolaosz)          | Grammatikos                   | pátriárka: 1084 – †1111 májusa                                      |            |
| 108.                    | IX. János                        | Agapétosz/ Hieromnemón        | pátriárka: 1111. május 24. – †1134 áprilisa                         |            |
| 109.                    | Leó (León)                       | Sztüppész                     | pátriárka: 1134 májusa – †1143 januárja                             |            |
| 110.                    | II. Mihály (Mikhaél)             | Kourkouász/ Oxeitész          | pátriárka: 1143 júliusa – 1146 márciusa, †1146 után                 |            |
| 111.                    | II. Kozmász                      | Attikosz                      | pátriárka: 1146 áprilisa – 1147. február 26., †1147 után            |            |
| 112.                    | IV. Miklós (Nikolaosz)           | Mouzalon                      | pátriárka: 1147 decembere – 1151 márciusa, †1152                    |            |
| 113.                    | II. Theodotosz                   | –                             | pátriárka: 1151 – †1154 októbere                                    |            |
| 114.                    | I. Neophütosz                    | –                             | pátriárka: 1154 októbere – novembere, †1154 után                    |            |
| 115.                    | IV. Konstantin (Kónsztantinosz)  | Khliarénosz                   | pátriárka: 1154 novembere – †1157 májusa                            |            |
| 116.                    | Lukács (Loukász)                 | Khrüszobergész                | pátriárka: 1157 – †1169 novembere                                   |            |
| 117.                    | III. Mihály (Mikhaél)            | Ankhialosz                    | pátriárka: 1170 januárja – †1178 márciusa                           |            |
| 118.                    | Kharitón                         | Eugeniotész                   | pátriárka: 1178 – †1179                                             |            |
| 119.                    | I. Theodóziosz                   | Borradiótész                  | pátriárka: 1179 júliusa – 1183 augusztusa, †1183 után               |            |
| 120.                    | II. Baszileosz                   | Kamatérosz                    | pátriárka: 1183 augusztusa – 1186 februárja, †1186 után             |            |
| 121.                    | II. Nikétász                     | Mountanész                    | pátriárka: 1186 februárja – 1189 februárja, †1189 után              |            |
| 122.                    | Doszitheosz                      | Ieroszolumón                  | pátriárka: 1189 februárja (9 nap), ld. alább                        |            |
| 123.                    | II. Leó (León)                   | Theotoiktész                  | pátriárka: 1189 februárja – 1190 szeptembere, †1190 után            |            |
| 122.                    | Doszitheosz (2x)                 | Ieroszolumón                  | pátriárka: 1190 szeptembere – 1191. szeptember 10., †1191 után      |            |
| 124.                    | II. György (Geórgiosz)           | Xiphilinosz                   | pátriárka: 1191. szeptember 10. – †1198. július 7.                  |            |
| 125.                    | X. János                         | Kamatérosz                    | pátriárka: 1198. augusztus 5. – †1206 áprilisa/májusa               |            |
| Interregnum 1206 – 1208 |                                  |                               |                                                                     |            |
| 126.                    | IV. Mihály (Mikhaél)             | Autóreianosz                  | pátriárka: 1208. március 20. – †1212. augusztus 26.                 |            |
| Interregnum 1212 – 1213 |                                  |                               |                                                                     |            |
| 127.                    | II. Teodór (Theodórosz)          | Eirénikosz                    | pátriárka: 1213. szeptember 28. – †1216. január 31.                 |            |
| 128.                    | II. Maximosz                     | –                             | pátriárka: 1216. június 3. – †1216 decembere                        |            |
| 129.                    | I. Mánuel (Manuoél)              | Szaranténosz/ Kharitopoulosz  | pátriárka: 1217 januárja – †1222 májusa/júniusa                     |            |
| 130.                    | II. Germánosz                    | Naupliosz                     | pátriárka: 1222. június 29. – †1240 júniusa                         |            |
| 131.                    | II. Metód (Methódiosz)           | –                             | pátriárka: 1240 – †1240                                             |            |
| Interregnum 1240 – 1243 |                                  |                               |                                                                     |            |
| 132.                    | II. Mánuel (Manuoél)             | –                             | pátriárka: 1243 – †1254. november 3.                                |            |

## 1250–1500
| N | Konstantinápolyi pátriárka            | Melléknév                      | Hivatali idő                                                       | Megjegyzés                               |
| --- | ------------------------------------- | ------------------------------ | ------------------------------------------------------------------ | ---------------------------------------- |
| 133. | Arzén (Arszéniosz, *1200 k.)          | Autoreianosz                   | pátriárka: 1255 – 1259, ld. alább                                  |                                          |
| 134. | II. Niképhorosz                       | –                              | pátriárka: 1260 – †1261. július 25.                                |                                          |
| 133. | Arzén (2x)                            | Autoreianosz                   | pátriárka: 1261 augusztusa – 1265 májusa, †1273. szeptember 30.    |                                          |
| 135. | III. Germánosz                        | –                              | pátriárka: 1265. május 25. – 1266. szeptember 14., †1289           |                                          |
| 136. | József (Iószéph)                      | –                              | pátriárka: 1266. december 28. – 1275 májusa, ld. alább             |                                          |
| 137. | XI. János (*1225 k.)                  | Bekkosz                        | pátriárka: 1275. június 2. – 1282. január 26., †1297 márciusa      |                                          |
| 136. | József (2x)                           | –                              | pátriárka: 1282. december 26. – †1283. március 23.                 |                                          |
| 138. | II. Gergely (Grégóriosz, *1241)       | ho Küpriosz (Ciprusi)          | pátriárka: 1283. március 23. – 1289 júniusa, †1290                 |                                          |
| 139. | SZENT I. Atanáz (Athanásziosz, *1230) | –                              | pátriárka: 1289. október 14. – 1293. október 16., ld. alább        |                                          |
| 140. | XII. János                            | Kozmasz                        | pátriárka: 1294. január 1. – 1303. január 21., †1308 után          |                                          |
| 139. | I. Atanáz (2x)                        | –                              | pátriárka: 1303. július 23. – 1309 szeptembere, †1310. október 28. |                                          |
| 141. | I. Néphón                             | –                              | pátriárka: 1310. május 9. – 1314. április 11., †1314 után          |                                          |
| Interregnum 1314 – 1315                                                                                 |                                       |                                |                                                                    |                                          |
| 142. | XIII. János (Jóannész)                | Glüküsz                        | pátriárka: 1315. május 12. – 1320. május 11., †1320 után           |                                          |
| 143. | I. Geraszimosz                        | –                              | pátriárka: 1320. május 21. – †1321. április 19.                    |                                          |
| Interregnum 1321 – 1323                                                                                 |                                       |                                |                                                                    |                                          |
| 144. | Ézsaiás                               | Hoszía                         | pátriárka: 1323. november 11. – †1332. május 13.                   |                                          |
| 145. | XIV. János (Jóannész, *1282)          | Kalékasz                       | pátriárka: 1334 februárja – 1347. február 2., †1347. december 29.  |                                          |
| 146. | I. Izidor (Iszidórosz)                | –                              | pátriárka: 1347. május 17. – †1350 februárja/márciusa              |                                          |
| 147. | I. Kallixtosz (Kallisztosz)           | –                              | pátriárka: 1350. június 10. – 1353, ld. alább                      |                                          |
| 148. | Philotheosz                           | Kokkinosz                      | pátriárka: 1353 szeptembere – 1354, ld. alább                      |                                          |
| 147. | I. Kallixtosz (2x)                    | –                              | pátriárka: 1355 januárja – †1363 augusztusa                        |                                          |
| 148. | Philotheosz (2x)                      | Kokkinosz                      | pátriárka: 1364. október 8. – 1376 vége, †1379                     |                                          |
| 149. | Makariosz                             | –                              | pátriárka: 1376 – 1379, ld. alább                                  |                                          |
| 150. | Nilus (Neilosz)                       | –                              | pátriárka: 1379 – †1388. február 1.                                |                                          |
| 151. | IV. Antal (Antóniosz)                 | –                              | pátriárka: 1389. január 12. – 1390 júliusa, ld. alább              |                                          |
| 149. | Makariosz (2x)                        | –                              | pátriárka: 1390 augusztusa – 1391, †1391 után                      |                                          |
| 151. | IV. Antal (2x)                        | –                              | pátriárka: 1391 márciusa – †1397 májusa                            |                                          |
| 152. | SZENT II. Kallixtosz (Kallisztosz)    | Xanthopoulosz                  | pátriárka: 1397 május 17. – 3 hónapig, †1397 után                  |                                          |
| 153. | I. Mátyás (Matthaiosz)                | –                              | pátriárka: 1397 novembere – †1410 augusztusa                       |                                          |
| 154. | II. Euthümiosz                        | –                              | pátriárka: 1410. október 25. – †1416. március 29.                  |                                          |
| 155. | II. József (Iószéph)                  | –                              | pátriárka: 1416. május 21. – †1439. június 10.                     | Iván Sisman bolgár cár törvénytelen fia. |
| 156. | II. Metrophanész                      | –                              | pátriárka: 1440. május 4. – †1443. augusztus 1.                    |                                          |
| 157. | III. Gergely (Grégóriosz)             | Mammé                          | pátriárka: 1443 – 1451, †1459                                      |                                          |
| 158. | II. Atanáz (Athanásziosz)             | –                              | pátriárka: 1451 – †1453 (?)                                        |                                          |
| 159. | II. Gennádiosz (*1405 k.)             | Szkholáriosz                   | pátriárka: 1454. január 6. – 1456 májusa, ld. alább                |                                          |
| 160. | II. Izidor (Iszidórosz)               | Xanthopoulosz                  | pátriárka: 1456 – †1462. március 31.                               |                                          |
| Az 1462 és 1466 közötti időszak pátriárkáinak a sorrendje vitatott. Alább az egyik változatot közöljük. |                                       |                                |                                                                    |                                          |
| 161. | I. Ióászáph                           | –                              | pátriárka: 1462 áprilisa – 1463 áprilisa, †1463 után               |                                          |
| 159. | II. Gennádiosz (2x)                   | Szkholáriosz                   | pátriárka: 1463 áprilisa – júniusa, ld. alább                      |                                          |
| 162. | I. Szóphroniosz                       | –                              | pátriárka: 1463 júniusa – 1464 augusztusa, †1464 után              |                                          |
| 159. | II. Gennádiosz (3x)                   | Szkholáriosz                   | pátriárka: 1464 augusztusa – 1465 ősze, †1473?                     |                                          |
| 163. | II. Márk (Markosz)                    | Xülokaravisz                   | pátriárka: 1465 ősze – 1466 ősze, †1467 után                       |                                          |
| 164. | I. Simeon (Szümeón)                   | ho Trapezoüntiosz (Trapezunti) | pátriárka: 1466 őszén, ld. alább                                   |                                          |
| 1466-tól ismét egyetértés van a sorrendben.                                                             |                                       |                                |                                                                    |                                          |
| 165. | SZENT I. Dénes (Dionüsziosz)          | –                              | pátriárka: 1466 januárja – 1471 vége, ld. alább                    |                                          |
| 164. | I. Simeon (2x)                        | ho Trapezoüntiosz (Trapezunti) | pátriárka: 1471 vége – 1475 eleje, ld. alább                       |                                          |
| 166. | I. Rafael (Rafaél)                    | –                              | pátriárka: 1475 eleje – †1476 eleje                                |                                          |
| 167. | SZENT III. Maximosz                   | –                              | pátriárka: 1476 tavasza – †1482. április 3.                        |                                          |
| 164. | Simeon (3x)                           | ho Trapezoüntiosz (Trapezunti) | pátriárka: 1482 áprilisa – †1486 ősze                              |                                          |
| 168. | SZENT II. Nephón                      | –                              | pátriárka: 1486 vége – 1488 eleje, ld. alább                       |                                          |
| 165. | SZENT I. Dénes (2x)                   | –                              | pátriárka: 1488 júliusa – 1490 vége, †1492                         |                                          |
| 169. | IV. Maximosz                          | Manasszész                     | pátriárka: 1491 eleje – 1497 eleje, †1497 után                     |                                          |
| 168. | SZENT II. Néphón (2x)                 | –                              | pátriárka: 1497 nyara – 1498 augusztusa, ld. alább                 |                                          |
| 170. | Jójákim (Ióakeím)                     | –                              | pátriárka: 1498 ősze – 1502 tavasza, ld. alább                     |                                          |

## 1500–1800
| N                       | Konstantinápolyi pátriárka                 | Melléknév            | Hivatali idő                                                          | Megjegyzés                                                                                                 |
| ----------------------- | ------------------------------------------ | -------------------- | --------------------------------------------------------------------- | --- |
| 168.                    | SZENT II. Néphón (3x)                      | –                    | pátriárka: 1502 tavaszán, †1508. augusztus 11.                        | |
| Interregnum 1502 – 1503 |                                            |                      |                                                                       | |
| 171.                    | I. Pakhomiosz                              | –                    | pátriárka: 1503 eleje – 1504 eleje, ld. alább                         | |
| 170.                    | I. Jójákim (2x)                            | –                    | pátriárka: 1504 eleje – ősze, †1504                                   | |
| 171.                    | I. Pakhomiosz (2x)                         | –                    | pátriárka: 1504 ősze – †1513 eleje                                    | 1510-től Bakócz Tamás névleges pátriárka volt (Rómának nem volt valós egyházszervezete Konstantinápolyban) |
| 172.                    | I. Theoleptosz                             | –                    | pátriárka: 1513 közepe – †1522 decembere                              | |
| 173.                    | I. Jeremiás (Ieremíasz)                    | –                    | pátriárka: 1522. december 31. – 1524 áprilisa, ld. alább              | |
| 174.                    | I. Ioannikiosz                             | –                    | pátriárka: 1524 áprilisa – 1525. szeptember 24., †1526                | |
| 173.                    | I. Jeremiás (2x)                           | –                    | pátriárka: 1525. szeptember 24. – †1546. január 13.                   | |
| 175.                    | II. Dénes (Dionüsziosz)                    | –                    | pátriárka: 1546. április 17. – †1555 júliusa                          | |
| 176.                    | II. Ióászáph                               | Megaloprepész        | pátriárka: 1555 augusztusa – 1565 januárja, †1565 után                | |
| 177.                    | III. Metrophanész (*1520)                  | –                    | pátriárka: 1565 januárja – 1572. május 4., ld. alább                  | |
| 178.                    | II. Jeremiás (Ieremíasz, *1536)            | Tranosz              | pátriárka: 1572. május 5. – 1579. november 29., ld. alább             | |
| 177.                    | III. Metrophanész (2x)                     | –                    | pátriárka: 1579. november 29. – †1580. augusztus 9.                   | |
| 178.                    | II. Jeremiás (2x)                          | Tranosz              | pátriárka: 1580 augusztusa – 1584 februárja, ld. alább                | |
| 179.                    | II. Pakhomiosz                             | –                    | pátriárka: 1584. február 22. – 1585. február 16., †1585 után          | |
| 180.                    | II. Theoleptosz                            | –                    | pátriárka: 1585. február 16. – 1586 májusa, †1597 után                | |
| 178.                    | II. Jeremiás (3x)                          | Tranosz              | pátriárka: 1586 májusa – †1595 szeptembere                            | |
| 181.                    | II. Mátyás (Matthaiosz)                    | –                    | pátriárka: 1596 februárja (20 napig), ld. alább                       | |
| 182.                    | I. Gábor (Gabriél)                         | –                    | pátriárka: 1596 februárja – augusztusa, †1596 után                    | |
| 183.                    | I. Theophanész                             | –                    | pátriárka: 1596 szeptembere – 1597 februárja, †1597. március 26.      | Helyettes.                                                                                                 |
| 184.                    | I. Meletiosz (*1549)                       | –                    | pátriárka: 1597 elején, ld. alább                                     | Helyettes.                                                                                                 |
| 183.                    | I. Theophanész (2x)                        | –                    | pátriárka: 1597. február 26. – március 26., †1597 után                | Pátriárkaként.                                                                                             |
| 184.                    | I. Meletiosz (2x)                          | –                    | pátriárka: 1597. április 4. – 1598 áprilisa, †1601. szeptember 13.    | Helyettes.                                                                                                 |
| 181.                    | II. Mátyás (2x)                            | –                    | pátriárka: 1598 áprilisa – 1602 januárja, ld. alább                   | |
| 185.                    | II. Neophütosz                             | –                    | pátriárka: 1602 februárja – 1603 januárja, ld. alább                  | |
| 181.                    | II. Mátyás (3x)                            | –                    | pátriárka: 1603 januárja – februárja, †1603                           | |
| 186.                    | II. Rafael (Raphaél)                       | –                    | pátriárka: 1603 márciusa – 1607 októbere, †1607 után                  | |
| 185.                    | II. Neophütosz (2x)                        | –                    | pátriárka: 1607. október 15. – 1612 októbere, †1612 után              | |
| 188.                    | I. Cirill (Kürillosz, *1572. november 13.) | Loukarisz            | pátriárka: 1612 októbere – novembere, ld. alább                       | Előtte alexandriai pátriárka. Helyettes.                                                                   |
| 187.                    | II. Timóteus (Timótehosz)                  | –                    | pátriárka: 1612 novembere – †1620. szeptember 3.                      | |
| 188.                    | I. Cirill (2x)                             | Loukarisz            | pátriárka: 1620. november 4. – 1623. április 12., ld. alább           | Előtte alexandriai pátriárka.                                                                              |
| 189.                    | IV. Gergely (Grégóriosz)                   | –                    | pátriárka: 1623. április 17. – június 18., †1623 után                 | |
| 190.                    | II. Anthimosz                              | –                    | pátriárka: 1623. június 18. – szeptember 22., †1628                   | |
| 188.                    | I. Cirill (3x)                             | Loukarisz            | pátriárka: 1623. szeptember 22. – 1633. október 4., ld. alább         | |
| 191.                    | II. Cirill (Kürillosz)                     | Kontarisz            | pátriárka: 1633 októbere (7.–11.), ld. alább                          | |
| 188.                    | I. Cirill (4x)                             | Loukarisz            | pátriárka: 1633. október 11. – 1634. február 25., ld. alább           | |
| 192.                    | III. Atanáz (Athanásziosz, *1597)          | Patelarosz           | pátriárka: 1634. február 25. – április eleje, ld. alább               | |
| 188.                    | I. Cirill (5x)                             | Loukarisz            | pátriárka: 1634 április eleje – 1635 március eleje, ld. alább         | |
| 191.                    | II. Cirill (2x)                            | Kontarisz            | pátriárka: 1635. március 10. – 1636 június közepe, ld. alább          | |
| 193.                    | II. Neophütosz                             | –                    | pátriárka: 1636 június közepe – 1637. március 5., †1637 után          | |
| 188.                    | I. Cirill (6x)                             | Loukarisz            | pátriárka: 1637 – †1638. június 27.                                   | |
| 191.                    | II. Cirill (3x)                            | Kontarisz            | pátriárka: 1638. június 20. – 1639 június vége, †1639 után            | |
| 194.                    | I. Partheniosz                             | –                    | pátriárka: 1639 – 1644, †1646                                         | |
| 195.                    | II. Partheniosz                            | –                    | pátriárka: 1644. szeptember 8. – 1646 novembere, ld. alább            | |
| 196.                    | II. Ióannikosz                             | –                    | pátriárka: 1646. november 16. – 1648. október 29., ld. alább          | |
| 195.                    | II. Partheniosz (2x)                       | –                    | pátriárka: 1648. október 29. – †1651. május 16.                       | |
| 196.                    | II. Ióannikosz (2x)                        | –                    | pátriárka: 1651 júniusa – 1652 június közepe, ld. alább               | |
| 197.                    | III. Cirill (Kürillosz)                    | –                    | pátriárka: 1652 júniusa (8 nap), ld. alább                            | |
| 192.                    | III. Atanáz (2x)                           | Patelarosz           | pátriárka: 1652 júniusa (15 nap), †1654. április 5.                   | |
| 198.                    | I. Paisziosz                               | –                    | pátriárka: 1652 júliusa – 1653 áprilisa, ld. alább                    | |
| 196.                    | II. Ióannikosz (3x)                        | –                    | pátriárka: 1653 áprilisa – 1654 március eleje, ld. alább              | |
| 197.                    | III. Cirill (2x)                           | –                    | pátriárka: 1654 március elején, †1654 után                            | |
| 198.                    | I. Paisziosz (2x)                          | –                    | pátriárka: 1654 márciusa – 1655 márciusa, †1688 k.                    | |
| 196.                    | II. Ióannikosz (4x)                        | –                    | pátriárka: 1655 márciusa – 1656 júliusa, †1659/1660                   | |
| 199.                    | SZENT III. Partheniosz                     | –                    | pátriárka: 1656. július 26. – †1657. március 24.                      | |
| 200.                    | SZENT II. Gábor (Gabriél)                  | –                    | pátriárka: 1657. április 23. – 29., †1659. december 3.                | |
| 201.                    | IV. Partheniosz                            | –                    | pátriárka: 1657. május 1. – 1659 júniusa, ld. alább                   | |
| 202.                    | II. Theophanész                            |                      | pátriárka: 1659-ben, †1659 után                                       | Ellenpátriárka.                                                                                            |
| Interregnum 1659 – 1662 |                                            |                      |                                                                       | |
| 203.                    | III. Dénes (Dionüsziosz)                   | Vardalosz            | pátriárka: 1662 – 1665, †1696. október 14.                            | |
| 201.                    | IV. Partheniosz (2x)                       | –                    | pátriárka: 1665. október 21. – 1667. szeptember 9., ld. alább         | |
| 204.                    | Kelemen                                    | –                    | pátriárka: 1667. szeptember 9. – október 21., †1667 után              | |
| 205.                    | III. Metód (Methódiosz)                    | Moronisz             | pátriárka: 1668. január 5. – 1671 márciusa, †1679                     | |
| 201.                    | IV. Partheniosz (3x)                       | –                    | pátriárka: 1671 márciusa – szeptember 7., ld. alább                   | |
| 206.                    | IV. Dénes (Dionüsziosz)                    | Mouszelimész         | pátriárka: 1671. november 8. – 1673. július 25., ld. alább            | |
| 207.                    | II. Geraszimosz                            | –                    | pátriárka: 1673 – 1674, †1689. február 6.                             | |
| 201.                    | IV. Partheniosz (4x)                       | –                    | pátriárka: 1675. január 1. – 1676. július 19., ld. alább              | |
| 206.                    | IV. Dénes (2x)                             | Mouszelimész         | pátriárka: 1676. július 29. – 1679. július 29., ld. alább             | |
| 208.                    | IV. Atanáz (Athanásziosz)                  | –                    | pátriárka: 1679. augusztus 2. – 10., †1679 után                       | |
| 209.                    | Jakab                                      | –                    | pátriárka: 1679. augusztus 10. – 1682. július 30., ld. alább          | |
| 206.                    | IV. Dénes (3x)                             | Mouszelimész         | pátriárka: 1682. július 10. – 1684. március 30., ld. alább            | |
| 201.                    | IV. Partheniosz (5x)                       | –                    | pátriárka: 1684. március 10. – 1685. március 20., †1685 után          | |
| 209.                    | Jakab (2x)                                 | –                    | pátriárka: 1685. március 20. – 1686 március vége, ld. alább           | |
| 206.                    | IV. Dénes (4x)                             | Mouszelimész         | pátriárka: 1686 március vége – 1687. október 17., ld. alább           | |
| 209.                    | Jakab (3x)                                 | –                    | pátriárka: 1687. október 12. – 1688. március 3., †1700                | |
| 210.                    | II. Kallinikosz (*1630?)                   | Poülosz              | pátriárka: 1688. március 3. – november 27., ld. alább                 | |
| 211.                    | IV. Neophütosz                             | –                    | pátriárka: 1688. november 27. – 1689. március 7., †1689 után          | |
| 210.                    | II. Kallinikosz (2x)                       | Poülosz              | pátriárka: 1689. március 7. – 1693 júliusa, ld. alább                 | |
| 206.                    | IV. Dénes (5x)                             | Mouszelimész         | pátriárka: 1693 augusztusa – 1694 áprilisa, †1696. szeptember 23.     | |
| 210.                    | II. Kallinikosz (3x)                       | Poülosz              | pátriárka: 1694 áprilisa – †1702. augusztus 8.                        | |
| 212.                    | III. Gábor (Gabriél)                       | –                    | pátriárka: 1702 augusztusa – †1707. október 28.                       | |
| 213.                    | V. Neophütosz                              | –                    | pátriárka: 1707. október 31. – november 5., †1711?                    | |
| 214.                    | Ciprián (Küprianosz)                       | –                    | pátriárka: 1707. november 5. – 1709 júniusa, ld. alább                | |
| 215.                    | V. Atanáz (Athanasziosz)                   | –                    | pátriárka: 1709 júniusa – 1711 decembere, †1711 után                  | |
| 216.                    | IV. Cirill (Kürillosz)                     | –                    | pátriárka: 1711. december 15. – 1713 novembere, †1728                 | |
| 214.                    | Ciprián (2x)                               | –                    | pátriárka: 1713 novembere – 1714. március 11., †1714 után             | |
| 217.                    | III. Kozmász                               | –                    | pátriárka: 1714. március 11. – 1716. április 3., †1736                | |
| 218.                    | III. Jeremiás (Ieremíasz, *1650/1660 k.)   | –                    | pátriárka: 1716 áprilisa – 1726. november 30., ld. alább              | |
| –                       | III. Kallinikosz                           | –                    | pátriárka: 1726. november 30. – †1726. november 30.                   | Csak 1 napig volt pátriárka. Néha nem is számítják a listákba.                                             |
| 219.                    | II. Paisziosz                              | Kioumourtzoglou      | pátriárka: 1726. december 1. – 1732 szeptembere, ld. alább            | |
| 218.                    | III. Jeremiás (2x)                         | –                    | pátriárka: 1732. szeptember 26. – 1733 márciusa, †1735. október 1.    | |
| 220.                    | I. Szeráfim (Szerápheím)                   | –                    | pátriárka: 1733 márciusa – 1734 októbere, †1734 után                  | |
| 221.                    | VI. Neophütosz                             | –                    | pátriárka: 1734. október 8. – 1740 augusztusa, ld. alább              | |
| 219.                    | II. Paisziosz (2x)                         | Kioumourtzoglou      | pátriárka: 1740 augusztusa – 1743 májusa, ld. alább                   | |
| 221.                    | VI. Neophütosz                             | –                    | pátriárka: 1743 júniusa – 1744 márciusa, †1747                        | |
| 219.                    | II. Paisziosz (3x)                         | Kioumourtzoglou      | pátriárka: 1744 márciusa – †1748. október 9.                          | |
| 222.                    | V. Cirill (Kürillosz)                      | Karakallosz          | pátriárka: 1748. október 9. – 1751 júniusa, ld. alább                 | |
| 219.                    | II. Paisziosz (4x)                         | Kioumourtzoglou      | pátriárka: 1751 júniusa – 1752 szeptembere, †1756. december 11.       | |
| 222.                    | V. Cirill (2x)                             | Karakallosz          | pátriárka: 1752. szeptember 18. – 1757. január 27., †1775. július 27. | |
| 223.                    | IV. Kallinikosz (*1713)                    | –                    | pátriárka: 1757. január 27. – augusztus 2., †1791                     | |
| 224.                    | II. Szeráfim (Szerápheím)                  | –                    | pátriárka: 1757. augusztus 2. – 1761. április 6., †1779. december 7.  | |
| 225.                    | III. Joannikosz (*1700 k.)                 | –                    | pátriárka: 1761. április 6. – 1763. június 1., †1793                  | |
| 226.                    | I. Sámuel (Szamouél)                       | Hangerli/Khantzerisz | pátriárka: 1763. június 4. – 1768. november 16., ld. alább            | 2 fia, Sándor és Konstantin moldvai, ill. havasalföldi fejedelmek lettek később.                           |
| 227.                    | II. Meletiosz                              | –                    | pátriárka: 1768. november 16. – 1769 áprilisa, †1777                  | |
| 228.                    | II. Teodóz (Theodoziosz)                   | Khrisztianopoulosz   | pátriárka: 1769. április 22. – 1773. november 27., †1776 után         | |
| 226.                    | I. Sámuel (2x)                             | Hangerli/Khantzerisz | pátriárka: 1773. november 28. – 1775. január 4., †1775. május 10.     | |
| 229.                    | II. Szóphroniosz                           | –                    | pátriárka: 1775. január 4. – †1780. október 19.                       | |
| 230.                    | IV. Gábor (Gabriél)                        | –                    | pátriárka: 1780. október 19. – †1785. július 10.                      | |
| 231.                    | IV. Prokopiosz (*1734)                     | –                    | pátriárka: 1785 júliusa – 1789. május 11., †1803/1814                 | |
| 232.                    | VIII. Neophütosz                           | –                    | pátriárka: 1789. május 12. – 1794. április 12., ld. alább             | |
| 233.                    | III. Geraszimosz                           | –                    | pátriárka: 1794. március 14. – 1797. április 30., †1797 után          | |
| 234.                    | V. Gergely (Grégoriosz, *1746)             | –                    | pátriárka: 1797. április 30. – 1798. december 29., ld. alább          | |
| 232.                    | VIII. Nephütosz (2x)                       | –                    | pátriárka: 1798. december 30. – 1801. június 29., †1801 után          | |

## 1800– napjaink
| N                       | Portré | Konstantinápolyi pátriárka                                            | Hivatali idő    | Megjegyzés                    |
| ----------------------- | ------ | --------------------------------------------------------------------- | --------------- | ----------------------------- |
| 235.                    | –      | IV. Kallinikosz * ? † 1809                                            | 1801 – 1806     |                               |
| 234.                    |        | V. Gergely (2x) * 1746 † 1821. április 22.                            | 1806 – 1808     |                               |
| 235.                    | –      | IV. Kallinikosz (2x)                                                  | 1808 – 1809     |                               |
| 236.                    | –      | IV. Jeremiás (Ieremíasz) * ? † 1824                                   | 1809 – 1813     |                               |
| 237.                    |        | VI. Cirill (Kürillosz) * 1769 † 1821. április 22.                     | 1813 – 1818     |                               |
| 234.                    |        | V. Gergely (3x)                                                       | 1818 – 1821     |                               |
| 238.                    | –      | II. Jenő (Eugeniosz) * 1780 † 1822. július 27.                        | 1821 – 1822     |                               |
| 239.                    |        | III. Anthemiosz * 1762 † 1842                                         | 1822 – 1824     |                               |
| 240.                    |        | Khrüszanthiosz * 1768 † 1834. szeptember 10.                          | 1824 – 1826     |                               |
| 241.                    |        | Agathangelosz * 1769 † 1832                                           | 1826 – 1830     |                               |
| 242.                    |        | I. Kónsztantiosz * 1770 † 1859. január 5.                             | 1830 – 1834     | Nem Konstantin(osz)!          |
| 243.                    | –      | II. Kónsztantiosz * 1789 † 1859                                       | 1834 – 1835     | Nem Konstantin(osz)!          |
| 244.                    |        | VI. Gergely (Grégóriosz) * 1798. március 1. † 1878. június 1.         | 1835 – 1840     |                               |
| 245.                    |        | IV. Anthemiosz * 1785 † 1878                                          | 1840 – 1841     |                               |
| 246.                    | –      | V. Anthemiosz * 1779 † 1842. június 12.                               | 1841 – 1842     |                               |
| 247.                    |        | IV. Germánosz * 1790 † 1853. szeptember 16.                           | 1842 – 1845     |                               |
| 248.                    | –      | III. Meletiosz * 1772 † 1845. november 28.                            | 1845            |                               |
| 249.                    | –      | VI. Anthemiosz * 1782 † 1877. december 7.                             | 1845 – 1848     |                               |
| 245.                    |        | IV. Anthemiosz (2x)                                                   | 1848 – 1852     |                               |
| 247.                    |        | IV. Germánosz (2x)                                                    | 1852 – 1853     |                               |
| 249.                    | –      | VI. Anthemiosz (2x)                                                   | 1853 – 1855     |                               |
| 250.                    |        | VII. Cirill (Kürillosz) * 1775 † 1872                                 | 1855 – 1860     |                               |
| 251.                    |        | II. Jójákim * 1802 † 1878. augusztus 17.                              | 1860 – 1863     |                               |
| 252.                    |        | III. Szóphroniosz * 1798 † 1899. augusztus 22.                        | 1863 – 1866     | Később alexandriai pátriárka. |
| 244.                    |        | VI. Gergely (2x)                                                      | 1867 – 1871     |                               |
| 249.                    | –      | VI. Anthemiosz (3x)                                                   | 1871 – 1873     |                               |
| 251.                    |        | II. Jójákim (2x)                                                      | 1873 – 1878     |                               |
| 253.                    |        | III. Jójákim * 1834. január 30. † 1912. november 16.                  | 1878 – 1884     |                               |
| 254.                    |        | IV. Jójákim * 1837. július 5. † 1887. február 15.                     | 1884 – 1886     |                               |
| 255.                    |        | V. Dénes (Dionüsziosz) * 1820 † 1891. augusztus 25.                   | 1887 – 1891     |                               |
| 256.                    |        | VIII. Neophütosz * 1832 † 1909. július 18.                            | 1891 – 1894     |                               |
| 257.                    |        | VIII. Anthemiosz * 1827 † 1913. december 19.                          | 1895 – 1896     |                               |
| 258.                    |        | V. Konstantin (Kónsztantinosz) * 1833 † 1914. február 27.             | 1897 – 1901     |                               |
| 253.                    |        | III. Jójákim (2x)                                                     | 1901 – 1912     |                               |
| 259.                    |        | V. Germánosz * 1835. december 6. † 1920. július 28.                   | 1913 – 1918     |                               |
| Interregnum 1918 – 1921 |        |                                                                       |                 |                               |
| 260.                    |        | IV. Meletiosz * 1871. szeptember 21. † 1935. július 28.               | 1921 – 1923     | Később alexandriai pátriárka. |
| 261.                    | –      | VII. Gergely (Grégóriosz) * 1850. szeptember 21. † 1924. november 17. | 1923 – 1924     |                               |
| 262.                    |        | VI. Konstantin * 1859 † 1930. november 28.                            | 1924 – 1925     |                               |
| 263.                    |        | III. Baszileosz * 1846 † 1929. szeptember 29.                         | 1925 – 1929     |                               |
| 264.                    | –      | II. Phótiosz * 1874 † 1935. december 29.                              | 1929 – 1935     |                               |
| 265.                    | –      | I. Benjámin * 1871. január 18. † 1946. február 17.                    | 1936 – 1946     |                               |
| 266.                    | –      | V. Maximosz * 1897. október 26. † 1972. január 1.                     | 1946 – 1948     |                               |
| 267.                    |        | I. Athenagorasz * 1886. április 6. † 1972. július 7.                  | 1948 – 1972     |                               |
| 268.                    | –      | I. Demeter (Démétriosz) * 1914. szeptember 8. † 1991. október 2.      | 1972 – 1991     |                               |
| 269.                    |        | Bartholomaiosz (Bartholomaiosz) * 1940. február 29.                   | 1991 – napjaink |                               |

## Hosszú ideig hivatalban lévő pátriárkák
- Azaz azok, akik legalább 15 évet regnáltak.

| N    | Konstantinápolyi pátriárka | Élt          | Hivatali idő             | Évek               | Megjegyzés |
| ---- | -------------------------- | ------------ | ------------------------ | ------------------ | ---------- |
| 2.   | Stakhüsz                   | ? – 54       | 38 – 54                  | 16 év              |            |
| 4.   | I. Polikárp                | ? – 89       | 69 – 89                  | 20 év              |            |
| 5.   | Plutarkhosz                | ? – 105      | 89 – 105                 | 16 év              |            |
| 7.   | Diogenész                  | ? – 129      | 114 – 129                | 15 év              |            |
| 15.  | Pertinax                   | ? – 187      | 169 – 187                | 18 év              |            |
| 22.  | Titusz                     | ? – 272      | 242 – 272                | 30 év              |            |
| 27.  | I. Sándor                  | ? – 337      | 314 – 337                | 23 év              |            |
| 36.  | Nektáriosz                 | ? – 397      | 381 – 397                | 16 év              |            |
| 47.  | Akakiosz                   | ? – 488      | 471 – 488                | 17 év              |            |
| 50.  | II. Makedóniosz            | ? – 517      | 495 – 511                | 16 év              |            |
| 53.  | Epiphániosz                | ? – 535      | 520 – 535                | 15 év              |            |
| 55.  | Ménász                     | ? – 552      | 536 – 552                | 16 év              |            |
| 56.  | Eutükhiosz                 | 512 k. – 582 | 552 – 565, 577 – 582     | ∑ 18 év            |            |
| 61.  | I. Szergiosz               | ? – 638      | 610 – 638                | 28 év              |            |
| 74.  | I. Germánosz               | 634 – 733    | 715 – 730                | 15 év              |            |
| 75.  | Anasztáziosz               | ? – 754      | 730 – 754                | 24 év              |            |
| 79.  | Taráziosz                  | 730 k. – 806 | 784 – 806                | 22 év              |            |
| 82.  | I. Antal                   | ? – 837      | 821 – 837                | 16 év              |            |
| 85.  | I. Ignác                   | 798 – 877    | 847 – 858, 867 – 877     | ∑ 21 év            |            |
| 86.  | I. Phótiosz                | 820 k. – 893 | 858 – 867, 877 – 886     | ∑ 18 év            |            |
| 89.  | I. Miklós                  | 852 – 925    | 901 – 907, 912 – 925     | ∑ 19 év            |            |
| 93.  | Theophülaktosz             | 917 – 956    | 933 – 956                | 21 év              |            |
| 99.  | II. Szergiosza             | ? – 1019     | 1001 – 1019              | 18 év              |            |
| 101. | I. Alexiosz                | ? – 1043     | 1025 – 1043              | 18 év              |            |
| 102. | I. Mihály                  | ? – 1059     | 1043 – 1059              | 16 év              |            |
| 107. | III. Miklós                | ? – 1111     | 1084 – 1111              | 27 év              |            |
| 108. | IX. János                  | ? – 1134     | 1111 – 1134              | 23 év              |            |
| 130. | II. Germánosz              | ? – 1240     | 1223 – 1240              | 17 év              |            |
| 155. | II. József                 | ? – 1439     | 1416 – 1439              | 23 év              |            |
| 173. | I. Jeremiás                | ? – 1545     | 1522 – 1524, 1524 – 1545 | ∑ 23 év            |            |
| 267. | I. Athenagorasz            | 1886 – 1972  | 1948 – 1972              | 24 év              |            |
| 268. | I. Demeter                 | 1914 – 1991  | 1972 – 1991              | 19 év              |            |
| 269. | Bartholomaiosz             | 1940 –       | 1991 –                   | (34 éves) regnálás |            |

## Fordítás
- Ez a szócikk részben vagy egészben  a   List of Ecumenical Patriarchs of Constantinople című angol Wikipédia-szócikk fordításán alapul.  Az eredeti cikk szerkesztőit annak laptörténete sorolja fel. Ez a jelzés csupán a megfogalmazás eredetét és a szerzői jogokat jelzi, nem szolgál a cikkben szereplő információk forrásmegjelöléseként.
- Ez a szócikk részben vagy egészben  a   Liste des patriarches œcuméniques de Constantinople című francia Wikipédia-szócikk fordításán alapul.  Az eredeti cikk szerkesztőit annak laptörténete sorolja fel. Ez a jelzés csupán a megfogalmazás eredetét és a szerzői jogokat jelzi, nem szolgál a cikkben szereplő információk forrásmegjelöléseként.
- Ez a szócikk részben vagy egészben  a(z)   Κατάλογος Οικουμενικών Πατριαρχών της Κωνσταντινουπόλεως című görög Wikipédia-szócikk fordításán alapul.  Az eredeti cikk szerkesztőit annak laptörténete sorolja fel. Ez a jelzés csupán a megfogalmazás eredetét és a szerzői jogokat jelzi, nem szolgál a cikkben szereplő információk forrásmegjelöléseként.
- Ez a szócikk részben vagy egészben  a(z)   Список Константинопольских патриархов című orosz Wikipédia-szócikk fordításán alapul.  Az eredeti cikk szerkesztőit annak laptörténete sorolja fel. Ez a jelzés csupán a megfogalmazás eredetét és a szerzői jogokat jelzi, nem szolgál a cikkben szereplő információk forrásmegjelöléseként.